# Следящий генератор
Следящий генератор (СГ, tracking generator) в измерительной технике — генератор гармонических сигналов высокой или сверхвысокой частоты, управляемый анализатором спектра. Мгновенная частота колебаний на выходе СГ точно равна частоте, на которую в данный момент времени настроен полосовой фильтр анализатора спектра. Конструктивно, СГ представляет собой двух- или трёхступенчатый синтезатор частоты. В нём реализуется функция преобразования частоты, обратная функции преобразования частоты в анализаторе спектра.
Пара из следящего генератора и управляющего им анализатора спектра образуют простейший замкнутый испытательный стенд (тестер, сетевой анализатор) для проверки кабельных линий и радиочастотных цепей. Такой стенд является скалярным, так как способен измерять только амплитуду, но не фазу сигнала (анализаторы с возможностью измерения фазовых сдвигов называют векторными). В теории, источником испытательного сигнала в такой цепи может быть любой генератор: независимый генератор качающейся частоты, синтезатор частоты со ступенчатой перестройкой, генератор шума. Если генератор и анализатор спектра не зависимы друг от друга, то для каждой исследуемой частоты (или полосы частот шумового сигнала) анализатор должен выполнить полный цикл спектрального анализа с перестройкой собственной частоты от минимального до максимального значения. В пределах каждого цикла частота генератора должна либо оставаться неизменной, либо изменяться относительно медленно — и для надёжного перекрытия частотного диапазона таких циклов должно быть достаточно много.
Для того, чтобы существенно ускорить измерение, следует привязать частоту генератора к частоте перестройки входного фильтра анализатора. Если частота генератора и частота фильтра анализатора, управляемые общим задающим генератором, перестраиваются синхронно, то весь цикл измерений АЧХ сводятся к единственному циклу спектрального анализа. Современные анализатора спектра с цифровым управлением СГ имеют минимальное время цикла (время однократного сканирования всего рабочего диапазона частот) порядка единиц или нескольких десятков миллисекунд. Максимальное время цикла, при необходимости, может быть практически сколь угодно долгим.
Для калибровки измерительных стендов и входящих в них анализаторов спектра сигнал с выхода следящего генератора подаётся на вход анализатора. Автоматическая калибровка в такой замкнутой петле позволяет скорректировать искажения АЧХ анализатора и исключить из рассмотрения неравномерность АЧХ генератора. Калибровки по частоте в современных приборах не требуется — логика синтеза частоты в СГ и логика селекции частоты в высокочастотном тракте анализатора идентичны, что гарантирует приемлемую точность слежения.
Первые полноценные анализаторы спектра СВЧ-диапазона были выпущены Hewlett Packard в 1968. Первые следящие генераторы HP были выпущены в сентябре 1971. Три отдельных внешних генератора семейства 855Х перекрывали диапазон частот от 20 Гц до 1.3 ГГц (20 Гц — 300 кГц, 100 кГц — 110 МГц и 500 кГц — 1.3 ГГц) СГ второго поколения (конец 1970-х гг. — 1980-е гг.) стали компактнее и стабильнее. Аналоговый СГ начального уровня Tektronix 2707 (разработка начала 1980-х гг.) перекрывал диапазон от 100 кГц до 1.8 ГГц с неравномерностью АЧХ не более 1.5 дБ.
Современные (2011 год) анализаторы спектра среднего уровня (например, старшие модели семейства Rohde & Schwarz FSL) комплектуются встроенными СГ с рабочими частотами до 20 ГГЦ. В зависимости от сферы применения, частотный диапазон СГ может совпадать с диапазоном анализатора, а может быть и существенно уже — например, анализаторы верхнего уровня Rohde & Schwarz FSU работают в диапазоне до 50 ГГц, а их штатные СГ — только до 3.6 ГГц. Аналогично, рабочий диапазон внешних СГ производства Agilent (преемник Hewlett Packard) ограничен 6 ГГц.